# Campionato mondiale Supermoto 2012
Nel Campionato del Mondo Supermoto 2012 debuttano i gran premi di Svizzera e Croazia. Il regolamento rimane quello della stagione precedente, con monogomma Goldentyre e tre manche a Gran Premio.

## S1

### Calendario
| Prova | Data         | Gran Premio             | Località  | Vincitore gara 1 | Vincitore gara 2 | Vincitore gara 3 |
| ----- | ------------ | ----------------------- | --------- | ---------------- | ---------------- | ---------------- |
| 1     | 15 aprile    | Gran Premio d'Italia    | Ottobiano | Thomas Chareyre  | Mauno Hermunen   | Mauno Hermunen   |
| 2     | 27 maggio    | Gran Premio di Sicilia  | Palermo   | Mauno Hermunen   | Mauno Hermunen   | Thomas Chareyre  |
| 3     | 24 giugno    | Gran Premio di Bulgaria | Pleven    | Mauno Hermunen   | Mauno Hermunen   | Thomas Chareyre  |
| 4     | 8 luglio     | Gran Premio di Croazia  | Rijeka    | Thomas Chareyre  | Thomas Chareyre  | Thomas Chareyre  |
| 5     | 19 agosto    | Gran Premio di Svizzera | Lignières | Mauno Hermunen   | Mauno Hermunen   | Mauno Hermunen   |
| 6     | 23 settembre | Gran Premio di Francia  | Carole    | Adrien Chareyre  | Mauno Hermunen   | Adrien Chareyre  |

### Piloti iscritti alla S1 nel 2012
|     | Pilota                  | Team                         | Moto              |
| --- | ----------------------- | ---------------------------- | ----------------- |
| 4   | Thomas Chareyre         | TM Racing Factory            | SMX 450 Factory   |
| 5   | Adrien Chareyre         | Aprilia Fast Wheels          | MXV-S 450 Factory |
| 8   | Christian Ravaglia      | KTM Italia Miglio Racing     | SMX 450F          |
| 11  | Maik Voorwinden         | KTM Voorwinden Racing        | SMR 450           |
| 12  | Alexander Latyshev      | Honda HM Racing              | CRM 450RR         |
| 13  | Alessandro Tognaccini   | Yamaha V2R Icomoto           | YZ-F 450          |
| 18  | Henrik Karlsson         | Yamaha Team SVEMO            | YZ-F 450          |
| 21  | Teo Monticelli          | Honda Freccia Monticelli     | CRF 450           |
| 24  | Hannes Maier            | KTM GP Racing Hoenhart       | SMR 450           |
| 30  | Ivan Lazzarini          | Honda HM Racing              | CRM 450RR         |
| 31  | Israel Escalera Sanchis | Kawasaki Wild Wolf Force     | KX 450F           |
| 32  | Elia Sammartin          | Suzuki Pergetti Supermotard  | RM-Z 450          |
| 41  | Marc-Reiner Schmidt     | Suzuki Zachmann JRT          | RM-Z 450          |
| 46  | Rafael Fonseca          | Suzuki Lux Performance       | RM-Z 450          |
| 51  | Andrea Occhini          | Honda Red Foxes Racing       | CRF 450           |
| 54  | Marcel Goetz            | Kawasaki Diener Weber Racing | KX 450F           |
| 55  | Harry Napflin           | Kawasaki Diener Weber Racing | KX 450F           |
| 69  | Davide Gozzini          | Aprilia PMR H2O              | MXV-S 450 Factory |
| 71  | Pavel Kejmar            | KTM Bauerschmidt             | SMR 450           |
| 79  | Angel Karanyotov        | Honda Monster Energy         | CRM 450RR         |
| 80  | Steffen Schmid          | KTM MRS Racing               | SMR 450           |
| 84  | Paolo Gaspardone        | Yamaha V2R Icomoto           | YZ-F 450          |
| 101 | Thierry Van Den Bosch   | KTM Motoracing               | SMR 450           |
| 110 | Fabrizio Bartolini      | Honda HM Racing              | CRM 450RR         |
| 111 | Francesc Cucharrera     | KTM ESP Wild Wolf            | SMR 450           |
| 113 | Max Verderosa           | Honda HBV Racing             | CRF 450           |
| 131 | Mauno Hermunen          | TM SHR Supermoto             | SMX 450 Factory   |
| 141 | Uros Nastran            | Suzuki Lux Performance       | RM-Z 450          |
| 200 | Giovanni Bussei         | Honda SBD Union Bike         | CRF 450           |
| 251 | Matthew Winstanley      | TM SHR Supermoto             | SMX 450 Factory   |

### Sistema di punteggio e legenda
| Pos.  | 1  | 2  | 3  | 4  | 5  | 6  | 7  | 8  | 9  | 10 | 11 | 12 | 13 | 14 | 15 | 16 | 17 | 18 | 19 | 20 | 21 > |
| ----- | -- | -- | -- | -- | -- | -- | -- | -- | -- | -- | -- | -- | -- | -- | -- | -- | -- | -- | -- | -- | ---- |
| Punti | 25 | 22 | 20 | 18 | 16 | 15 | 14 | 13 | 12 | 11 | 10 | 9  | 8  | 7  | 6  | 5  | 4  | 3  | 2  | 1  | 0    |

### Classifica finale Piloti S1 (Top 15)
sql.= squalifica
| Pos | Pilota             | Moto/Team                    | ITA 1 | ITA 2 | ITA 3 | SIC 1 | SIC 2 | SIC 3 | BUL 1 | BUL 2 | BUL 3 | CRO 1 | CRO 2 | CRO 3 | SUI 1 | SUI 2 | SUI 3 | FRA 1 | FRA 2 | FRA 3 | Punti |
| --- | ------------------ | ---------------------------- | ----- | ----- | ----- | ----- | ----- | ----- | ----- | ----- | ----- | ----- | ----- | ----- | ----- | ----- | ----- | ----- | ----- | ----- | ----- |
| 1   | Thomas Chareyre    | TM Racing Factory            | 1     | 2     | 2     | 4     | 3     | 1     | 3     | 3     | 1     | 1     | 1     | 1     | 2     | 2     | 3     | 2     | 3     | 3     | 398   |
| 2   | Mauno Hermunen     | TM SHR Supermoto             | sql.  | 1     | 1     | 1     | 1     | 16    | 1     | 1     | 3     | 2     | 2     | 2     | 1     | 1     | 1     | 3     | 1     | 2     | 383   |
| 3   | Adrien Chareyre    | Aprilia Fast Wheels          | 4     | 8     | 10    | 2     | 2     | 2     | 10    | 2     | 2     | 3     | 3     | 10    | 3     | 3     | 2     | 1     | 2     | 1     | 348   |
| 4   | Ivan Lazzarini     | Honda HM Racing              | 2     | 3     | 5     | 3     | 4     | 3     | 2     | 4     | 6     | 5     | 6     | 3     | 5     | 4     | 4     | 10    | 13    | 5     | 309   |
| 5   | Christian Ravaglia | KTM Italia Miglio Racing     | 6     | 4     | 3     | 5     | 5     | 4     | 7     | 7     | 8     | 6     | 7     | 18    | 10    | 6     | 6     | 12    | 9     | 17    | 242   |
| 6   | Matthew Winstanley | TM SHR Supermoto             | 7     | 6     | 4     | 13    | 12    | 13    | 5     | 18    | 9     | 8     | 5     | 5     | 8     | 20    | 7     | 7     | 8     | 25    | 203   |
| 7   | Pavel Kejmar       | KTM Bauerschmidt             | 25    | 26    | 12    | 14    | 9     | 5     | 8     | 14    | 12    | 18    | 8     | 4     | 4     | 5     | 5     | 4     | 7     | 10    | 200   |
| 8   | Max Verderosa      | Honda HBV Racing             | 15    | 21    | 13    | 6     | 7     | 7     | 11    | 6     | 14    | 9     | 14    | 11    | 9     | 8     | 18    | 5     | 4     | 6     | 195   |
| 9   | Elia Sammartin     | Suzuki Pergetti Supermotard  | 11    | 11    | 11    | 9     | 6     | 9     | 9     | 15    | 10    | 7     | 9     | 15    | 11    | 15    | 12    | 14    | 12    | 8     | 184   |
| 10  | Teo Monticelli     | Honda Freccia Monticelli     | 14    | 15    | 17    | 7     | 16    | 17    | 12    | 9     | 7     | 14    | 13    | 6     | 7     | 7     | 10    | 11    | 14    | 7     | 175   |
| 11  | Fabrizio Bartolini | Honda HM Racing              | 18    | 18    | 23    | 12    | 8     | 8     | 13    | 13    | 11    | 17    | 19    | 8     | 12    | 10    | 9     | 15    | 15    | 12    | 139   |
| 12  | Uros Nastran       | Suzuki Lux Performance       | 11    | 20    | 15    | 8     | 11    | 15    | 4     | 5     | 4     |       |       |       | 19    | 16    | 25    | 13    | 11    | 11    | 123   |
| 13  | Andrea Occhini     | Honda Red Foxes Racing       | 5     | 7     | 9     | 19    | 10    | 6     |       |       |       |       |       |       | 14    | 13    | 8     |       |       |       | 98    |
| 14  | Marcel Goetz       | Kawasaki Diener Weber Racing | 10    | 9     | 14    |       |       |       | 14    | 11    | 18    | 13    | 15    | 9     | 17    | 12    | 14    |       |       |       | 96    |
| 15  | Giovanni Bussei    | Honda SBD Union Bike         | 20    | 24    | 24    | 17    | 18    | 14    | 15    | 10    | 13    | 11    | 10    | 14    | 22    | 19    | 15    | 18    | 18    | 14    | 89    |
| Pos | Pilota             | Moto/Team                    | ITA 1 | ITA 2 | ITA 3 | SIC 1 | SIC 2 | SIC 3 | BUL 1 | BUL 2 | BUL 3 | CRO 1 | CRO 2 | CRO 3 | SUI 1 | SUI 2 | SUI 3 | FRA 1 | FRA 2 | FRA 3 | Punti |

### Classifica finale Costruttori S1
| Pos | Costruttore | Nazione  | ITA 1 | ITA 2 | ITA 3 | SIC 1 | SIC 2 | SIC 3 | BUL 1 | BUL 2 | BUL 3 | CRO 1 | CRO 2 | CRO 3 | SUI 1 | SUI 2 | SUI 3 | FRA 1 | FRA 2 | FRA 3 | Punti |
| --- | ----------- | -------- | ----- | ----- | ----- | ----- | ----- | ----- | ----- | ----- | ----- | ----- | ----- | ----- | ----- | ----- | ----- | ----- | ----- | ----- | ----- |
| 1   | TM          | Italia   | 1     | 1     | 1     | 1     | 1     | 1     | 1     | 1     | 1     | 1     | 1     | 1     | 1     | 1     | 1     | 2     | 1     | 2     | 444   |
| 2   | Aprilia     | Italia   | 4     | 8     | 10    | 2     | 2     | 2     | 10    | 2     | 2     | 3     | 3     | 10    | 3     | 3     | 2     | 1     | 2     | 1     | 348   |
| 3   | Honda       | Giappone | 2     | 3     | 5     | 3     | 4     | 3     | 2     | 4     | 5     | 5     | 6     | 3     | 5     | 3     | 4     | 5     | 4     | 5     | 325   |
| 4   | KTM         | Austria  | 6     | 4     | 3     | 5     | 5     | 4     | 7     | 7     | 8     | 4     | 4     | 4     | 4     | 5     | 5     | 4     | 7     | 9     | 292   |
| 5   | Suzuki      | Giappone | 11    | 11    | 8     | 8     | 6     | 9     | 4     | 5     | 4     | 7     | 9     | 15    | 11    | 15    | 12    | 13    | 11    | 8     | 213   |
| 6   | Kawasaki    | Giappone | 10    | 9     | 14    | 11    | 19    | 12    | 14    | 11    | 16    | 13    | 15    | 9     | 15    | 12    | 14    | 24    | 22    | 15    | 127   |
| 7   | Yamaha      | Giappone | 21    | 16    | 19    | 16    | 14    | 11    | 16    | 16    | 15    |       |       |       | 20    | 17    | 13    | 16    | 16    | 16    | 73    |
| Pos | Costruttore | Nazione  | ITA 1 | ITA 2 | ITA 3 | SIC 1 | SIC 2 | SIC 3 | BUL 1 | BUL 2 | BUL 3 | CRO 1 | CRO 2 | CRO 3 | SUI 1 | SUI 2 | SUI 3 | FRA 1 | FRA 2 | FRA 3 | Punti |

## Supermoto Des Nations 2012
Il Supermoto Delle Nazioni 2012 si disputa per la prima volta in Portogallo, a Portimão. Da regolamento è previsto la partecipazione di 3 piloti, divisi per categoria (S1, S2 e Open), ogni pilota effettuerà due gare e fra le 6 gare disputate complessivamente verrà eliminato dal conteggio dei punti il risultato peggiore.
Gara 1  Rider1 + Rider2
Gara 2  Rider2 + Rider3
Gara 3  Rider1 + Rider3